# Tancítaro
Tancítaro est une ville et une municipalité de la partie ouest de l'État mexicain du Michoacán, dans le sud-ouest du Mexique. Son siège municipal est la ville de Tancítaro. La région a été appelée « la capitale mondiale de l'avocat ». Elle concentre les quatre cinquièmes de la production d'avocats du Mexique, premier producteur mondial, ce qui pose des problèmes de déforestation et de crime organisé. Un festival de l'avocat y a lieu chaque année, mais la région est déconseillée aux touristes. 